# Kanton Amancey
Der Kanton Amancey war bis 2015 ein französischer Wahlkreis im Département Doubs und in der damaligen Region Franche-Comté. Er umfasste 19 Gemeinden im Arrondissement Besançon; sein Hauptort (frz.: chef-lieu) war Amancey. Die landesweiten Änderungen in der Zusammensetzung der Kantone brachten im März 2015 seine Auflösung. Vertreter im conseil général des Départements war zuletzt von 2001 bis 2015 Patrick Ronot.

## Gemeinden
| - Amancey - Amondans - Bolandoz - Cléron - Crouzet-Migette - Déservillers - Éternoz - Fertans - Flagey - Gevresin | - Labergement-du-Navois - Lizine - Malans - Montmahoux - Nans-sous-Sainte-Anne - Reugney - Sainte-Anne - Saraz - Silley-Amancey |